# Banda indiana (Canada)
In Canada, una banda indiana o banda, a volte designata come banda delle Prime nazioni o semplicemente Prima Nazione, è l'unità basilare di governo dei popoli soggetti alla Legge sugli Indiani (cioè gli Indiani con status o Prime nazioni). Le bande sono tipicamente piccoli gruppi di persone: la più grande del paese, la Riserva delle sei nazioni, aveva 22.294 membri nel settembre 2005, e molte hanno un'appartenenza sotto le 100 persone. Ogni Prima Nazione è rappresentata normalmente da un consiglio della banda presieduto da un capo eletto, e a volte da un capo ereditario. Al 2013, c'erano 614 bande in Canada. L'appartenenza a una banda è controllata in due modi: per la maggior parte delle bande, l'appartenenza si ottiene iscrivendosi nel Registro indiano tenuto dal governo. Al 2013 c'erano 253 Prime nazioni che avevano i propri criteri di appartenenza, cosicché non tutti gli Indiani con status sono membri di una banda.
Le bande possono unirsi in raggruppamenti regionali più grandi chiamati consigli tribali. Esiste anche un altro tipo di organizzazione chiamato consiglio dei trattati o associazione dei trattati, che nella maggior parte delle province rappresenta le bande firmatarie di uno dei Trattati Numerati, la serie di undici trattati stipulati tra le Prime nazioni e il monarca del Canada regnante (Vittoria, Edoardo VII o Giorgio V) tra il 1871 e il 1921 (benché nella parte della Columbia Britannica, che è interessata in minima parte dai trattati, quegli organi siano destinati soprattutto a stipulare e negoziare le future rivendicazioni dei trattati). Un altro tipo di organizzazione emergente nella Columbia Britannica sono i consigli dei capi, come il Consiglio dei Capi st'at'imc, che unisce le bande non incluse nei consigli tribali con quelle nei consigli tribali. Le bande tipicamente appartengono anche a uno o più tipi di consiglio provinciale e di organizzazione simile, e anche all'Assemblea pancanadese delle Prime nazioni (un tempo chiamata Fratellanza dei Nativi indiani), presieduta da un capo eletto dalle varie bande, ciascuna delle quali ha un solo voto. Le bande sono, in una certa misura, l'organo di governo delle loro riserve indiane. Molte Prime nazioni hanno anche ampie popolazioni fuori dalle riserve, che sono ugualmente rappresentati dalle bande, e possono trattare anche con i non membri che vivono nella riserva o lavorano per la banda.
Gli Indiani senza status, i Métis e gli Inuit non fanno parte del sistema di governo delle bande e delle riserve, e questa è una delle principali riserve tra la loro situazione giuridica e sociale e quella di coloro che sono governati dai consigli delle bande. I tribunali hanno dichiarato che il riferimento costituzionale agli "Indiani" (articolo 91(24) della Legge costituzionale del 1867) si applica agli (Re Eskimos 1939) nonché ai Métis e agli Indiani senza status non-Status Indians (Daniels v. Canada 2013), ma le loro relazioni con il governo federale non sono governate in base alle disposizioni della Legge sugli Indiani.

## Banda
Una banda è composta tipicamente, ma non sempre, da un'unica comunità. Molte bande, specialmente nella Columbia Britannica, controllano molteplici riserve indiane, cioè, molteplici particelle di terra. Sebbene le bande abbiano attualmente un considerevole controllo sulla terra delle loro riserve, strettamente parlando né la banda stessa né i suoi membri possiedono la terra. Piuttosto, la Corona ha l'amministrazione fiduciaria della terra per conto della banda.
Il termine banda è legato storicamente al termine antropologico banda, ma come unità giuridica e amministrativa la banda non corrisponde a questo concetto. Alcune bande traggono i loro membri da due o più gruppi etnici, a causa dell'interruzione dei modi di vita tradizionali per la colonizzazione e/o la convenienza amministrativa del Canada, o per le alleanze consensuali fra tali gruppi, alcuni precedenti alla Legge sugli Indiani.
Il funzionamento di una banda è controllato dalla Legge sugli Indiani, la legislazione che definisce la posizione degli Indiani con status. Il governo della banda è controllato da un consigliere capo e da un consiglio. Il numero di consiglieri è determinato dal numero dei membri dalla banda, con un minimo di due in aggiunta al consigliere capo. La Legge sugli Indiani specifica le procedure per l'elezione del consigliere capo e del consiglio. Alcune bande fanno uso di una disposizione politica (chiamata "elezione consuetudinaria") che permette loro di esentarsi da questi requisiti al fine di seguire le procedure tradizionali per la scelta dei capi. Questa è una questione controversa. I fautori sostengono che permette alle Prime nazioni di adattare il sistema definito esternamente alle loro tradizioni. A volte questo significa che i capi "ereditari" diventano il consigliere capo. Gli oppositori argomentano che i sistemi consuetudinari sono frequentemente non tradizionali e che, tradizionali o no, sono iniqui e antidemocratici e hanno l'effetto di preservare il potere di cricche corrotte e, in molti casi, di escludere le donne; e anche di escludere i capi ereditari. Il termine "capo" si riferisce in effetti a un consigliere capo - questo individuo non è necessariamente un capo ereditario o leader, benché alcuni lo siano.
Sebbene la politica attuale del Dipartimento degli Affari aborigeni e dello Sviluppo settentrionale Canada (AANDC) sia di trattare i governi delle bande come in gran parte autonomi, in base alla Legge sugli Indiani le risoluzioni dei consigli delle bande non hanno effetto a meno che non siano avallati dal Ministro dell'AANDC.
In aggiunta al sistema del capo e del consiglio stabilito dalla Legge sugli Indiani, alcune bande hanno un sistema di governo tradizionale che mantiene una considerevole influenza. In alcuni casi i due sistemi sono arrivati ad un accomodamento, come l'Ufficio dei Capi ereditari del Wet'suwet'en. In altri casi i due sono in conflitto.

## Consiglio tribale
Due o più bande possono unirsi per formare un consiglio tribale. I consigli tribali non hanno uno status indipendente; essi traggono i loro poteri interamente dai membri delle loro bande. Quali poteri sono delegati al consiglio tribale e quali servizi sono forniti a livello centrale varia secondo i desideri delle bande membri.

### Altre organizzazioni
In aggiunta ai consigli tribali, le bande possono creare organizzazioni congiunte per fini particolari, come la prestazione di servizi sociali o assistenza sanitaria. Ad esempio, nell'interno centrale della Columbia Britannica, i Carrier Sekani Family Services forniscono servizi sociali per una dozzina di band. I CSFS erano originariamente parte del Consiglio tribale Carrier Sekani, ma sono ora un'organizzazione separata e includono tra i loro 
membri bande che non sono membri del CTCS.
Durante i negoziati dei trattati, come quelli tentati dal governo provinciale della Columbia Britannica sotto forma del defunto Processo dei trattati della Columbia Britannica, le rivendicazioni delle bande sono coordinate e negoziate, se negoziate, dai consigli del trattato, la composizione di alcuni dei quali può corrispondere al consiglio tribale locale, come il Consiglio tribale Ktunaxa Kinbasket contro il Consiglio del trattato Ktunaxa Kinbasket, benché in quel particolare casi i governi tribali americani appartengano al primo, ma non al secondo. Altri, come l'Associazione del trattato Maa-nulth o il Gruppo del trattato Temexw, abbracciano diversi consigli tribali e bande individuali, che coprono più di un gruppo etnico. Un'altra organizzazione chiamata consiglio dei capi può includere bande appartenenti a uno o più consigli tribali e anche bande individuali che non appartengono a nessuno, come il Consiglio dei Capi St'at'imc, che serve da voce comune per tutti gli St'at'imc e che formalmente non riconosce la sovranità della Corona.
In altre province, dove i trattati già esistono, un gruppo del trattato o un'associazione del trattato è composta da 
bande già firmatarie dei trattati esistenti, come il Trattato 6 e il Trattato 8.

## Senza status
Un'ulteriore complicazione è creata dall'esistenza di gruppi di discendenza indiana il cui status indiano non è riconosciuto dal Canada. Questi sono spesso i discendenti di bande considerate dal Canada come estinte. Tali gruppi non hanno esistenza ufficiale, ma, nondimeno, possono avere un qualche grado di organizzazione politica. I Sinixt, che ora per la maggior parte hanno una sede nello stato di Washington come parte delle Tribù confederate della Riserva di Colville, ma hanno un piccolo gruppo di rappresentanti con sede a Vallican (Columbia Britannica), sono un esempio di un gruppo simile politicamente attivo senza un governo della banda legalmente riconosciuto in Canada, alcuni dei cui membri hanno ancora uno status indiano (negli USA) e rivendicazioni di terre in corso nella Columbia Britannica.

## Organizzazioni nazionali
In aggiunta ai consigli tribali e alle organizzazioni di servizi per fini speciali, le bande possono formare organizzazioni più grandi. La più grande è l'Assemblea delle Prime nazioni, che rappresenta i capi di oltre 600 bande in tutto il Canada. Ci sono anche alcune organizzazioni regionali. Il Capo dell'APN è conosciuto come il Capo Nazionale. L'APN ha anche un Vice-Capo per ciascuna regione.

## Organizzazioni provinciali e territoriali
Nella Columbia Britannica, il Vertice delle Prime nazioni rappresenta approssimativamente i due terzi delle bande della provincia che partecipano ai negoziati dei trattati con il Canada e la Columbia Britannica, mentre un'organizzazione più vecchia, l'Unione dei Capi indiani della Columbia Britannica, rappresenta le bande che respingono l'attuale Processo dei trattati della Columbia Britannica. Alcune bande appartengono a entrambi. Nell'Ontario, i Capi dell'Ontario servono da organizzazione di livello provinciale; nel Saskatchewan, il raggruppamento di livello provinciale è la Federazione delle Nazioni indiane del Saskatchewan.

## Inuit e Métis
Da un punto di vista costituzionale, non tutti gli Indigeni sono Prime nazioni. In aggiunta agli Indiani, la Costituzione (articolo 35.2) riconosce altri due gruppi indigeni: gli Inuit e i Métis. L'organizzazione nazionale degli Inuit è l'Inuit Tapirisat del Canada. Il territorio autonomo di Nunavut è abitato principalmente dagli Inuit. Lo status dei Métis rimane irrisolto, ma è stato l'oggetto di recenti negoziati che hanno condotto all'Accordo quadro con la Nazione métis tra varie organizzazioni métis e il Canada.